# Biantes carli
Biantes carli is een hooiwagen uit de familie Biantidae. De wetenschappelijke naam van Biantes carli gaat terug op Roewer.